# Made of Glass
Made of Glass è un singolo della cantautrice britannica KT Tunstall, il quarto estratto dal suo quinto album in studio Invisible Empire // Crescent Moon; venne pubblicato il 19 agosto 2013, seguito l'11 novembre 2013 dal video musicale.

## Composizione
Made of Glass è una delle due canzoni, Yellow Flower, che la Tunstall ha scritto dopo aver iniziato la produzione dell'album. In un'intervista a Jo Whiley ha dichiarato che per anni ha tentato di trovare le parole giuste per scriverla, ma sempre senza successo.
La canzone è stata registrata durante la prima sessione di registrazione, nell'aprile 2012.

## Promozione
Made of Glass è una delle canzoni più suonate dalla Tunstall, insieme a Feel It All, Invisible Empire e Crescent Moon. La cantautrice ha suonato per la prima volta il brano, in versione acustica, il 22 aprile 2013 al Ken Bruce Show su BBC Radio 2.

## Tracce
Download digitale
1. Made of Glass (Radio Edit) – 4:11